# Carlos Vela
Carlos Alberto Vela Garrido (ur. 1 marca 1989 w Cancún) – meksykański piłkarz występujący na pozycji skrzydłowego lub napastnika w amerykańskim klubie Los Angeles FC, reprezentant Meksyku. Posiada również obywatelstwo hiszpańskie.

## Życiorys
Vela jest młodszym bratem Alejandro Veli, także piłkarza. Przed przeprowadzką do Europy Carlos razem z bratem występował w Chivas Guadalajara. Dwaj inni bracia Veli, Enrique Iván (ur. 1982) i Miguel Ángel (ur. 1991) grali amatorsko w piłkę nożną w czwartoligowym meksykańskim klubie CD Bonfil.

## Kariera klubowa
Po imponującej grze na Mistrzostwach Świata do lat 17, mając siedemnaście lat opuścił Meksyk i zasilił szeregi Arsenalu. Wkrótce został wypożyczony do Celty Vigo. Po tym, jak Galicyjczycy nie dawali mu zbyt często szansy na grę, dołączył na zasadzie wypożyczenia do zespołu UD Salamanca. Gdy powrócił do Londynu, trener Kanonierów Arsène Wenger znów zdecydował się go wypożyczyć. Ostatnim klubem, do którego przybył na zasadzie wypożyczenia przed otrzymaniem pozwolenia na pracę w Wielkiej Brytanii, była Osasuna Pampeluna. Latem 2008 otrzymał pozwolenie i został dołączony do kadry Arsenalu. Zadebiutował w nim 30 sierpnia w ligowym meczu z Newcastle United. W 2011 oraz w 2012 r. był wypożyczany najpierw do West Bromwich Albion, a potem do Realu Sociedad. 17 lipca 2012 r. hiszpański klub wykupił Velę z Arsenalu.

### Statystyki klubowe
| Sezon   | Klub                 | Kraj      | Liga             | Mecze | Bramki | Puchary Krajowe                       | Mecze | Bramki | Rozgrywki Europy   | Mecze | Bramki |
| ------- | -------------------- | --------- | ---------------- | ----- | ------ | ------------------------------------- | ----- | ------ | ------------------ | ----- | ------ |
| 2006/07 | UD Salamanca         | Hiszpania | Primera División | 31    | 8      | Puchar Króla                          | 1     | 0      | -                  | -     | -      |
| 2007/08 | CA Osasuna           | Hiszpania | Primera División | 33    | 3      | -                                     | -     | -      | -                  | -     | -      |
| 2008/09 | Arsenal              | Anglia    | Premier League   | 14    | 1      | Puchar Ligi Angielskiej Puchar Anglii | 3 4   | 4 1    | Liga Mistrzów UEFA | 8     | 0      |
| 2009/10 | Arsenal              | Anglia    | Premier League   | 11    | 1      | Puchar Ligi Angielskiej Puchar Anglii | 2 2   | 1 0    | Liga Mistrzów UEFA | 5     | 0      |
| 2010/11 | Arsenal              | Anglia    | Premier League   | 4     | 1      | Puchar Ligi Angielskiej Puchar Anglii | 4 1   | 0 0    | Liga Mistrzów UEFA | 4     | 2      |
| 2010/11 | West Bromwich Albion | Anglia    | Premier League   | 8     | 2      | -                                     | -     | -      | -                  | -     | -      |
| 2011/12 | Real Sociedad        | Hiszpania | Primera División | 35    | 12     | Puchar Króla                          | 2     | 0      | -                  | -     | -      |
| 2012/13 | Real Sociedad        | Hiszpania | Primera División | 35    | 14     | Puchar Króla                          | 2     | 0      | -                  | -     | -      |
| 2013/14 | Real Sociedad        | Hiszpania | Primera División | 37    | 14     | Puchar Króla                          | 7     | 2      | Liga Mistrzów UEFA | 8     | 3      |
| 2014/15 | Real Sociedad        | Hiszpania | Primera División | 29    | 9      | Puchar Króla                          | 1     | 1      | Liga Europy UEFA   | 2     | 0      |
| 2015/16 | Real Sociedad        | Hiszpania | Primera División | 35    | 5      | Puchar Króla                          | 1     | 0      | -                  | -     | -      |
| 2016/17 | Real Sociedad        | Hiszpania | Primera División | 35    | 9      | Puchar Króla                          | 4     | 1      | -                  | -     | -      |
| 2017/18 | Real Sociedad        | Hiszpania | Primera División | 13    | 1      | Puchar Króla                          | 2     | 0      | Liga Europy UEFA   | 2     | 0      |

Stan na: 17 grudnia 2017 r.